# Gemma Atkinson
Gemma Louise Atkinson (Bury, 16 november 1984) is een Brits actrice en model.

## Biografie
Atkinson doorliep de middelbare school aan de Castlebrook High School in Bury, hierna startte zij haar modelcarrière in tv-commercials en tijdschriften. Zij heeft als model in onder anderen Zoo Weekly, FHM en Maxim gestaan.
Atkinson begon in 2001 met acteren in de televisieserie Hollyoaks waar zij in 110 afleveringen speelde. Hierna speelde zij nog in meerdere televisieseries en films. Naast het acteren is zij ook actief in televisieprogramma's, zoals de Engelse versies van De zwakste schakel, MasterChef en Steracteur Sterartiest.
Atkinson had in het verleden een relatie met Cristiano Ronaldo en was verloofd met voetballer Marcus Bent. Nu heeft zij een relatie met de voormalige rugbyspeler Olly Foster.

## Filmografie

### Films
Uitgezonderd korte films.
- 2017 Cain Hill - als Elizabeth
- 2016 Fever - als Rhea Wagner
- 2015 The Writer - als Rhea Wagner

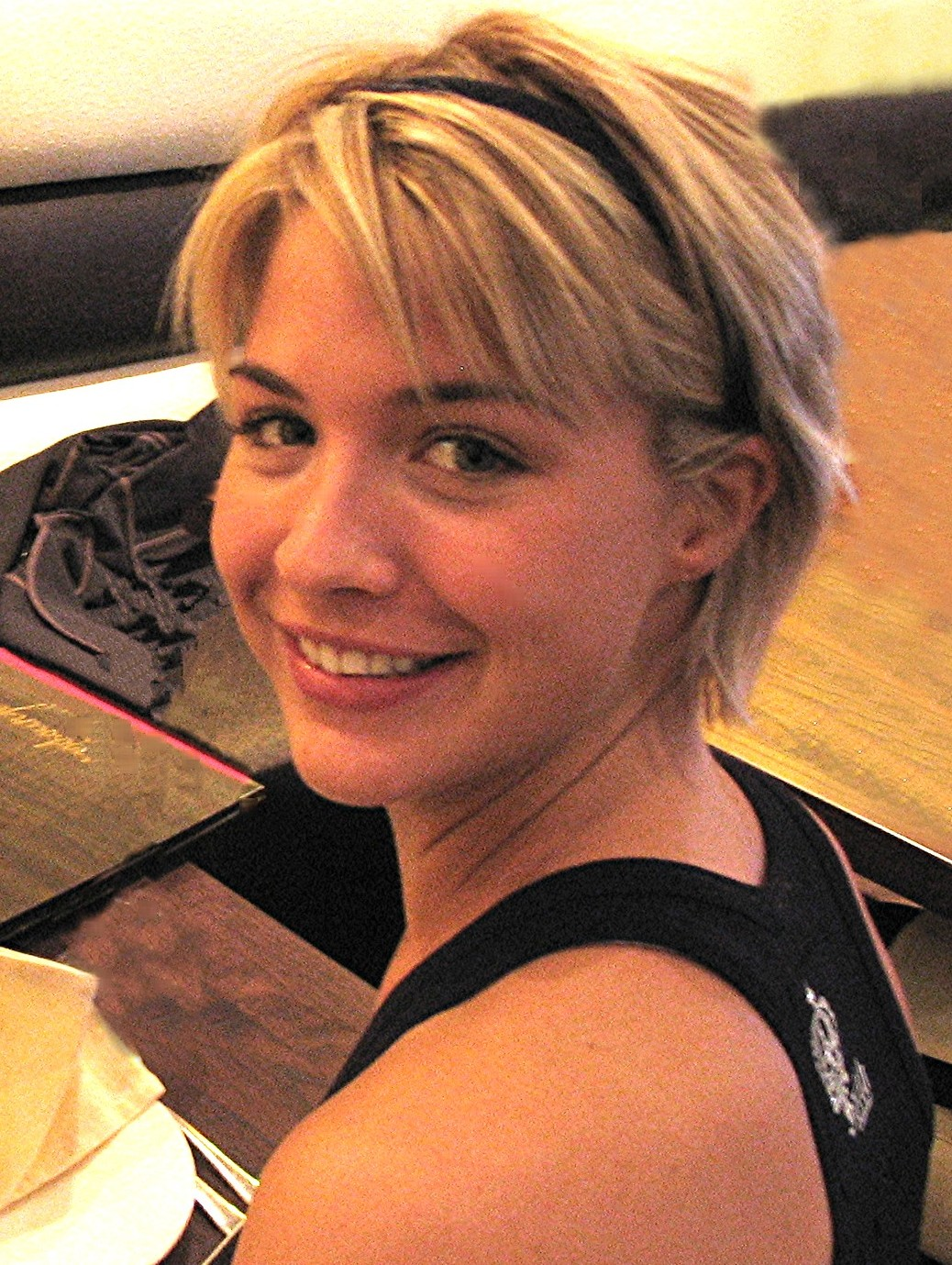
Gemma Atkinson in 2006

- 2014 The Confusion of Tongues - als Angel
- 2013 Night of the Living 3D Dead - als Barbara
- 2013 The Sweet Shop - als Katie Powell
- 2013 The Dyatlov Pass Incident - als Denise Evers
- 2012 Airborne - als Harriett Robburts
- 2010 13Hrs - als Emily
- 2010 Baseline - als Karen
- 2010 Black Book - als Genie Collins
- 2009 Boogie Woogie - als Charlotte Bailey

### Televisieseries
Uitgezonderd eenmalige gastrollen.

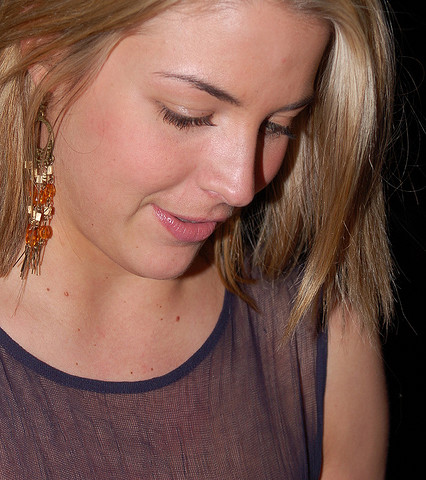
Gemma Atkinson in 2009

- 2022 Hollyoaks - als Lisa Hunter - 3 afl.
- 2015-2017 Emmerdale Farm - als Carly Hope - 249 afl.
- 2011-2014 Casualty - als Tamzin Bayle - 38 afl.
- 2012 The Hamster Wheel - als diverse karakters - 5 afl.
- 2006 Hollyoaks: In the City - als Lisa Hunter - 20 afl.
- 2005 Hollyoaks: Let Loose - als Lisa Hunter - 13 afl.
- 2001-2005 Hollyoaks - als Lisa Hunter - 110 afl.
- 2004 Hollyoaks: After Hours - als Lisa Hunter - 4 afl.

- Library of Congress Control Number: no2016008876
- Virtual International Authority File: 181145541827096600910
- WorldCat: E39PBJjHhbyGqRfKpQG3mcYdcP